# Eyjafjarðará
Eyjafjarðará è un fiume che scorre nella regione del Norðurland eystra, nella parte settentrionale dell'Islanda.

## Descrizione
Il fiume si origina nella zona degli altopiani, nella parte alta della valle dell'Eyjafjörður, e dopo circa 70 km va a sfociare nel lago Pollurinn, nei pressi dell'aeroporto di Akureyri. Dal lago va poi a gettarsi nell'estremità meridionale dell'Eyjafjörður, il fiordo più lungo dell'Islanda.

## Pesca
L'Eyjafjarðará è popolare tra i pescatori per la pesca al salmerino, oltre che al salmone e alla trota.